# Mistrzostwa Europy w Piłce Ręcznej Kobiet 2024 (eliminacje)

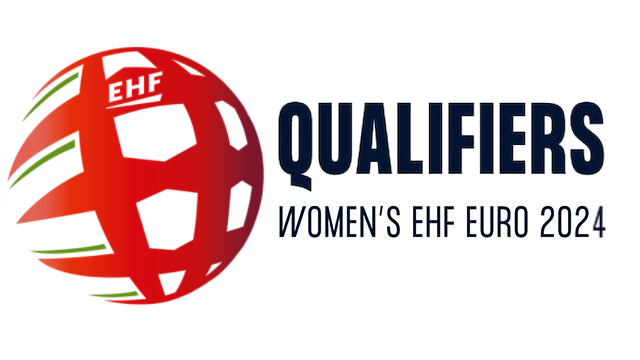
Logo

Kwalifikacje do Mistrzostw Europy w Piłce Ręcznej Kobiet 2024 mają na celu wyłonienie żeńskich reprezentacji narodowych w piłce ręcznej, które wystąpią w finałach tego turnieju.

## Informacje ogólne
Turniej finałowy organizowanych przez EHF mistrzostw Europy odbędzie się w na Węgrzech, w Austrii i Szwajcarii na przełomie listopada i grudnia 2024 roku i po raz pierwszy wezmą w nim udział dwadzieścia cztery zespoły. Automatycznie do mistrzostw zakwalifikowały się drużyny trzech gospodarzy oraz aktualny mistrz kontynentu (Norwegia), pozostałe zaś rywalizować będą o dwadzieścia pozostałych miejsc. Chęć udziału w tym turnieju wyraziło prócz automatycznie zakwalifikowanych zespołów trzydzieści dwie reprezentacje (następnie wycofała się reprezentacja Wielkiej Brytanii – za co nałożona została na nią kara pieniężna), zatem zbędne okazało się zorganizowanie preeliminacji – rywalizacja odbywać się miała w sześciu meczowych terminach pomiędzy październikiem 2023 roku a kwietniem roku 2024 w ośmiu czterozespołowych grupach, z których awans uzyskają po dwie czołowe drużyny oraz cztery najlepsze zespoły spośród tych, które zajęły trzecie miejsce.
Mecze zostaną rozegrane w sześciu terminach:
- Runda 1: 11–12 października 2023
- Runda 2: 14–15 października 2023
- Runda 3: 28–29 lutego 2024
- Runda 4: 2–3 marca 2024
- Runda 5: 3–4 kwietnia 2024
- Runda 6: 7 kwietnia 2024

## Zakwalifikowane zespoły
| Kraj               | Strefa kwalifikacyjna               | Mistrzostwa 2022 |
| ------------------ | ----------------------------------- | ---------------- |
| Węgry              | Gospodarz                           | 11. miejsce      |
| Austria            | Gospodarz                           | –                |
| Szwajcaria         | Gospodarz                           | 14. miejsce      |
| Norwegia           | Mistrzostwa 2022                    | Mistrzostwo      |
| Rumunia            | 1. miejsce w 1 grupie eliminacyjnej | 12. miejsce      |
| Chorwacja          | 2. miejsce w 1 grupie eliminacyjnej | 10. miejsce      |
| Niemcy             | 1. miejsce w 2 grupie eliminacyjnej | 7. miejsce       |
| Ukraina            | 2. miejsce w 2 grupie eliminacyjnej | –                |
| Holandia           | 1. miejsce w 3 grupie eliminacyjnej | 6. miejsce       |
| Czechy             | 2. miejsce w 3 grupie eliminacyjnej | –                |
| Francja            | 1. miejsce w 4 grupie eliminacyjnej | 4. miejsce       |
| Słowenia           | 2. miejsce w 4 grupie eliminacyjnej | 8. miejsce       |
| Hiszpania          | 1. miejsce w 5 grupie eliminacyjnej | 9. miejsce       |
| Macedonia Północna | 2. miejsce w 5 grupie eliminacyjnej | 16. miejsce      |
| Czarnogóra         | 1. miejsce w 6 grupie eliminacyjnej | 3. miejsce       |
| Serbia             | 2. miejsce w 6 grupie eliminacyjnej | 15. miejsce      |
| Szwecja            | 1. miejsce w 7 grupie eliminacyjnej | 5. miejsce       |
| Islandia           | 2. miejsce w 7 grupie eliminacyjnej | –                |
| Dania              | 1. miejsce w 8 grupie eliminacyjnej | 2. miejsce       |
| Polska             | 2. miejsce w 8 grupie eliminacyjnej | 13. miejsce      |
| Turcja             | Ranking drużyn z trzecich miejsc    | –                |
| Słowacja           | Ranking drużyn z trzecich miejsc    | –                |
| Portugalia         | Ranking drużyn z trzecich miejsc    | –                |
| Wyspy Owcze        | Ranking drużyn z trzecich miejsc    | –                |

## Mistrzostwa Europy 2022
Kwalifikację na mistrzostwa Europy uzyskała najlepsza, oprócz mających już zapewniony awans gospodyń, drużyna ME 2022, które odbyły się w dniach od 4 do 20 listopada 2022 roku w Słowenii, Czarnogórze i Macedonii Północnej. Tytuł mistrzowski obroniła reprezentacja Norwegii.

## Faza grupowa

### Losowanie
Losowanie grup zostało zaplanowane na 20 kwietnia 2023 roku w Zurychu. Przed losowaniem drużyny zostały podzielone na cztery koszyki według rankingu EHF, z zastrzeżeniem, że Kosowo nie może znaleźć się w tej samej grupie co Serbia.
| Koszyk 1   |
| ---------- |
| Francja    |
| Dania      |
| Niemcy     |
| Holandia   |
| Szwecja    |
| Hiszpania  |
| Czarnogóra |
| Chorwacja  |

| Koszyk 2           |
| ------------------ |
| Rumunia            |
| Słowenia           |
| Serbia             |
| Polska             |
| Czechy             |
| Macedonia Północna |
| Słowacja           |
| Islandia           |

| Koszyk 3    |
| ----------- |
| Portugalia  |
| Ukraina     |
| Turcja      |
| Włochy      |
| Wyspy Owcze |
| Litwa       |
| Grecja      |
| Kosowo      |

| Koszyk 4             |
| -------------------- |
| Izrael               |
| Finlandia            |
| Luksemburg           |
| Bośnia i Hercegowina |
| Łotwa                |
| Azerbejdżan          |
| Bułgaria             |

W wyniku transmitowanego w Internecie losowania, które przeprowadziły Béatrice Edwige, Jovanka Radičević, Veronica Kristiansen i Kerstin Kündig wyłonionych zostało osiem grup – siedem cztero- i jedna trzyzespołowa. 
| Grupa A              |
| -------------------- |
| Chorwacja            |
| Rumunia              |
| Grecja               |
| Bośnia i Hercegowina |

| Grupa B  |
| -------- |
| Niemcy   |
| Słowacja |
| Ukraina  |
| Izrael   |

| Grupa C    |
| ---------- |
| Holandia   |
| Czechy     |
| Portugalia |
| Finlandia  |

| Grupa D  |
| -------- |
| Francja  |
| Słowenia |
| Włochy   |
| Łotwa    |

| Grupa E            |
| ------------------ |
| Hiszpania          |
| Macedonia Północna |
| Litwa              |
| Azerbejdżan        |

| Grupa F    |
| ---------- |
| Czarnogóra |
| Serbia     |
| Turcja     |
| Bułgaria   |

| Grupa G     |
| ----------- |
| Szwecja     |
| Islandia    |
| Wyspy Owcze |
| Luksemburg  |

| Grupa H |
| ------- |
| Dania   |
| Polska  |
| Kosowo  |

Z uwagi na wojnę z Hamasem mecze z udziałem zespołu izraelskiego zostały przełożone na późniejszy termin. Po trzeciej kolejce spotkań awans zapewniła sobie Dania, po czwartej Szwecja oraz Rumunia, Francja, Holandia, Hiszpania i Czarnogóra, po piątej Macedonia i Chorwacja oraz Niemcy, zaś w ostatniej Serbia, Ukraina, Czechy, Islandia, Słowenia i Polska, a także Turcja, Słowacja, Portugalia i Wyspy Owcze. Raporty z pozostałych meczów kolejek: pierwszej, drugiej i trzeciej. Przed ostatnimi spotkaniami EHF publikował permutacje dotyczące awansów poszczególnych drużyn.

### Grupa 1
| 11 października 202316:30 | Rumunia | 49:17(26:11) | Bośnia i Hercegowina | Sala Sporturilor, Mioveni Widzów: 1 700 Sędzia: Bočáková, Jánošíková |
| 11 października 202316:30 |         | 49:17(26:11) |                      | Sala Sporturilor, Mioveni Widzów: 1 700 Sędzia: Bočáková, Jánošíková |

| 11 października 202318:00 | Chorwacja | 32:22(17:8) | Grecja | Školska športska dvorana, Karlovac Widzów: 2 200 Sędzia: Peretz, Schwartz |
| 11 października 202318:00 |           | 32:22(17:8) |        | Školska športska dvorana, Karlovac Widzów: 2 200 Sędzia: Peretz, Schwartz |

| 14 października 202317:00 | Grecja | 20:32(8:15) | Rumunia | Municipal Sports Center Lefkovrisi, Kozani Widzów: 500 Sędzia: Rauchs, Linster |
| 14 października 202317:00 |        | 20:32(8:15) |         | Municipal Sports Center Lefkovrisi, Kozani Widzów: 500 Sędzia: Rauchs, Linster |

| 14 października 202320:00 | Bośnia i Hercegowina | 17:31(6:12) | Chorwacja | JU Sportski centar Salih Omerčević, Cazin Widzów: 1 555 Sędzia: Lidacka, Lesiak |
| 14 października 202320:00 |                      | 17:31(6:12) |           | JU Sportski centar Salih Omerčević, Cazin Widzów: 1 555 Sędzia: Lidacka, Lesiak |

| 28 lutego 202416:30 | Rumunia | 26:24(13:11) | Chorwacja | TeraPlast Arena, Bystrzyca Widzów: 3 007 Sędzia: Backović, Palačković |
| 28 lutego 202416:30 |         | 26:24(13:11) |           | TeraPlast Arena, Bystrzyca Widzów: 3 007 Sędzia: Backović, Palačković |

| 28 lutego 202419:00 | Bośnia i Hercegowina | 22:24(8:12) | Grecja | Sportska dvorana, Cazin Widzów: 1 700 Sędzia: Klompers, Stobbe |
| 28 lutego 202419:00 |                      | 22:24(8:12) |        | Sportska dvorana, Cazin Widzów: 1 700 Sędzia: Klompers, Stobbe |

| 3 marca 202416:00 | Grecja | 27:23(11:8) | Bośnia i Hercegowina | Municipal Sports Center Lefkovrisi, Kozani Widzów: 1 200 Sędzia: Peretz, Schwartz |
| 3 marca 202416:00 |        | 27:23(11:8) |                      | Municipal Sports Center Lefkovrisi, Kozani Widzów: 1 200 Sędzia: Peretz, Schwartz |

| 3 marca 202417:00 | Chorwacja | 23:25(11:11) | Rumunia | Školsko sportska dvorana "Josip Samaržija-Bepo", Koprivnica Widzów: 1 200 Sędzia: Doychinov, Goretsov |
| 3 marca 202417:00 |           | 23:25(11:11) |         | Školsko sportska dvorana "Josip Samaržija-Bepo", Koprivnica Widzów: 1 200 Sędzia: Doychinov, Goretsov |

| 3 kwietnia 202417:00 | Grecja | 13:24(10:9) | Chorwacja | Municipal Sports Center Lefkovrisi, Kozani Widzów: 650 Sędzia: Sirbu, Serdiuc |
| 3 kwietnia 202417:00 |        | 13:24(10:9) |           | Municipal Sports Center Lefkovrisi, Kozani Widzów: 650 Sędzia: Sirbu, Serdiuc |

| 4 kwietnia 202420:00 | Bośnia i Hercegowina | 16:37(8:17) | Rumunia | Sportska dvorana, Cazin Widzów: 1 000 Sędzia: Me. Ilievski, Mi. Ilievski |
| 4 kwietnia 202420:00 |                      | 16:37(8:17) |         | Sportska dvorana, Cazin Widzów: 1 000 Sędzia: Me. Ilievski, Mi. Ilievski |

| 7 kwietnia 202418:00 | Chorwacja | 33:19(17:8) | Bośnia i Hercegowina | Športska dvorana Sutinska vrela, Zagrzeb Sędzia: Charalambous, Efstathiou |
| 7 kwietnia 202418:00 |           | 33:19(17:8) |                      | Športska dvorana Sutinska vrela, Zagrzeb Sędzia: Charalambous, Efstathiou |

| 7 kwietnia 202418:00 | Rumunia | 31:24(14:14) | Grecja | Sala Sporturilor Romeo Iamandi, Buzău Sędzia: Oyarzun, Zaragüeta |
| 7 kwietnia 202418:00 |         | 31:24(14:14) |        | Sala Sporturilor Romeo Iamandi, Buzău Sędzia: Oyarzun, Zaragüeta |

### Grupa 2
| 12 października 202320:15 | Niemcy | 31:24(15:14) | Ukraina | Buderus Arena, Wetzlar Widzów: 3 423 Sędzia: Ivanauskas, Jencevičius |
| 12 października 202320:15 |        | 31:24(15:14) |         | Buderus Arena, Wetzlar Widzów: 3 423 Sędzia: Ivanauskas, Jencevičius |

| 15 października 202317:00 | Ukraina | 25:20(14:9) | Słowacja | Hala sportowo-widowiskowa, Mielec Widzów: 300 Sędzia: Backović, Palačković |
| 15 października 202317:00 |         | 25:20(14:9) |          | Hala sportowo-widowiskowa, Mielec Widzów: 300 Sędzia: Backović, Palačković |

| 28 lutego 202418:00 | Słowacja | 31:22(16:9) | Izrael | Mestská športová hala, Šaľa Widzów: 1 500 Sędzia: Rawicki, Fabryczny |
| 28 lutego 202418:00 |          | 31:22(16:9) |        | Mestská športová hala, Šaľa Widzów: 1 500 Sędzia: Rawicki, Fabryczny |

| 29 lutego 202418:00 | Słowacja | 18:40(8:20) | Niemcy | Mestská športová hala, Šaľa Widzów: 1 500 Sędzia: Altmár, Horváth |
| 29 lutego 202418:00 |          | 18:40(8:20) |        | Mestská športová hala, Šaľa Widzów: 1 500 Sędzia: Altmár, Horváth |

| 29 lutego 202420:30 | Izrael | 27:28(13:14) | Ukraina | Mestská športová hala, Šaľa Widzów: 150 Sędzia: Rawicki, Fabryczny |
| 29 lutego 202420:30 |        | 27:28(13:14) |         | Mestská športová hala, Šaľa Widzów: 150 Sędzia: Rawicki, Fabryczny |

| 2 marca 202418:00 | Ukraina | 32:28(19:14) | Izrael | Mestská športová hala, Šaľa Widzów: 150 Sędzia: Altmár, Horváth |
| 2 marca 202418:00 |         | 32:28(19:14) |        | Mestská športová hala, Šaľa Widzów: 150 Sędzia: Altmár, Horváth |

| 3 marca 202418:15 | Niemcy | 32:18(17:7) | Słowacja | Mitsubishi Electric Halle, Düsseldorf Widzów: 3 011 Sędzia: Hatipoğlu, Şimşek |
| 3 marca 202418:15 |        | 32:18(17:7) |          | Mitsubishi Electric Halle, Düsseldorf Widzów: 3 011 Sędzia: Hatipoğlu, Şimşek |

| 4 kwietnia 202416:30 | Izrael | 24:35(14:20) | Słowacja | SNP Dome, Heidelberg Widzów: 1 106 Sędzia: Fremstad, Jørstad |
| 4 kwietnia 202416:30 |        | 24:35(14:20) |          | SNP Dome, Heidelberg Widzów: 1 106 Sędzia: Fremstad, Jørstad |

| 4 kwietnia 202419:00 | Ukraina | 21:43(11:23) | Niemcy | SNP Dome, Heidelberg Widzów: 1 207 Sędzia: Hansen, Jensen |
| 4 kwietnia 202419:00 |         | 21:43(11:23) |        | SNP Dome, Heidelberg Widzów: 1 207 Sędzia: Hansen, Jensen |

| 6 kwietnia 202417:00 | Izrael | 12:35(7:18) | Niemcy | SNP Dome, Heidelberg Widzów: 1 323 Sędzia: Weber, Weinquin |
| 6 kwietnia 202417:00 |        | 12:35(7:18) |        | SNP Dome, Heidelberg Widzów: 1 323 Sędzia: Weber, Weinquin |

| 7 kwietnia 202418:00 | Niemcy | 46:9(23:4) | Izrael | SNP Dome, Heidelberg Sędzia: Weber, Weinquin |
| 7 kwietnia 202418:00 |        | 46:9(23:4) |        | SNP Dome, Heidelberg Sędzia: Weber, Weinquin |

| 7 kwietnia 202418:00 | Słowacja | 25:25(15:13) | Ukraina | Mestská športová hala, Šaľa Sędzia: Antić, Jakovljević |
| 7 kwietnia 202418:00 |          | 25:25(15:13) |         | Mestská športová hala, Šaľa Sędzia: Antić, Jakovljević |

### Grupa 3
| 11 października 202317:15 | Czechy | 31:21(16:13) | Finlandia | Datart Hala, Zlin Widzów: 1 520 Sędzia: Loshak, Novikov |
| 11 października 202317:15 |        | 31:21(16:13) |           | Datart Hala, Zlin Widzów: 1 520 Sędzia: Loshak, Novikov |

| 12 października 202319:30 | Holandia | 38:27(20:14) | Portugalia | Topsportcentrum, Almere Widzów: 2 500 Sędzia: Merisi, Pepe |
| 12 października 202319:30 |          | 38:27(20:14) |            | Topsportcentrum, Almere Widzów: 2 500 Sędzia: Merisi, Pepe |

| 14 października 202315:00 | Finlandia | 13:31(7:15) | Holandia | Karis Idrottshall, Karis Widzów: 650 Sędzia: Hofer, Schmidhuber |
| 14 października 202315:00 |           | 13:31(7:15) |          | Karis Idrottshall, Karis Widzów: 650 Sędzia: Hofer, Schmidhuber |

| 15 października 202316:00 | Portugalia | 26:30(13:14) | Czechy | Pavilhão Multiusos, Paredes Widzów: 1 300 Sędzia: Pirvu, Potirniche |
| 15 października 202316:00 |            | 26:30(13:14) |        | Pavilhão Multiusos, Paredes Widzów: 1 300 Sędzia: Pirvu, Potirniche |

| 28 lutego 202419:45 | Czechy | 29:30(16:18) | Holandia | UNYP Arena, Praga Widzów: 1 457 Sędzia: Lovin, Stancu |
| 28 lutego 202419:45 |        | 29:30(16:18) |          | UNYP Arena, Praga Widzów: 1 457 Sędzia: Lovin, Stancu |

| 29 lutego 202417:30 | Finlandia | 21:28(12:15) | Portugalia | Energia Areena, Vantaa Widzów: 750 Sędzia: Fält, Holm |
| 29 lutego 202417:30 |           | 21:28(12:15) |            | Energia Areena, Vantaa Widzów: 750 Sędzia: Fält, Holm |

| 3 marca 202413:30 | Holandia | 42:25(24:11) | Czechy | Maaspoort Sports & Events, ’s-Hertogenbosch Widzów: 2 000 Sędzia: Vujačić, Kažanegra |
| 3 marca 202413:30 |          | 42:25(24:11) |        | Maaspoort Sports & Events, ’s-Hertogenbosch Widzów: 2 000 Sędzia: Vujačić, Kažanegra |

| 3 marca 202420:30 | Portugalia | 38:22(21:11) | Finlandia | Centro de Desportos e Congressos, Matosinhos Widzów: 2 650 Sędzia: Schaad, Müller |
| 3 marca 202420:30 |            | 38:22(21:11) |           | Centro de Desportos e Congressos, Matosinhos Widzów: 2 650 Sędzia: Schaad, Müller |

| 4 kwietnia 202417:30 | Finlandia | 23:43(10:25) | Czechy | Energia Areena, Vantaa Widzów: 400 Sędzia: Pétursson, Þrastarson |
| 4 kwietnia 202417:30 |           | 23:43(10:25) |        | Energia Areena, Vantaa Widzów: 400 Sędzia: Pétursson, Þrastarson |

| 4 kwietnia 202420:00 | Portugalia | 25:36(11:19) | Holandia | Pavilhão Desportivo, Loulé Widzów: 1 100 Sędzia: Álvarez, Soria |
| 4 kwietnia 202420:00 |            | 25:36(11:19) |          | Pavilhão Desportivo, Loulé Widzów: 1 100 Sędzia: Álvarez, Soria |

| 7 kwietnia 202418:00 | Holandia | 35:22(14:15) | Finlandia | Topsportcentrum, Almere Sędzia: Marton, Dáné |
| 7 kwietnia 202418:00 |          | 35:22(14:15) |           | Topsportcentrum, Almere Sędzia: Marton, Dáné |

| 7 kwietnia 202418:00 | Czechy | 25:22(10:13) | Portugalia | Sportovní hala města Plzně, Pilzno Sędzia: Backović, Palačković |
| 7 kwietnia 202418:00 |        | 25:22(10:13) |            | Sportovní hala města Plzně, Pilzno Sędzia: Backović, Palačković |

### Grupa 4
| 11 października 202317:00 | Słowenia | 51:13(24:11) | Łotwa | Dvorana Golovec, Celje Widzów: 400 Sędzia: Bošnjak, Marić |
| 11 października 202317:00 |          | 51:13(24:11) |       | Dvorana Golovec, Celje Widzów: 400 Sędzia: Bošnjak, Marić |

| 11 października 202321:10 | Francja | 50:16(29:9) | Włochy | Le Palacium, Villeneuve-d’Ascq Widzów: 1 500 Sędzia: Schols, Martens |
| 11 października 202321:10 |         | 50:16(29:9) |        | Le Palacium, Villeneuve-d’Ascq Widzów: 1 500 Sędzia: Schols, Martens |

| 14 października 202316:10 | Łotwa | 8:55(1:26) | Francja | Dobeles sporta centrā, Dobele Widzów: 312 Sędzia: Fabryczny, Rawicki |
| 14 października 202316:10 |       | 8:55(1:26) |         | Dobeles sporta centrā, Dobele Widzów: 312 Sędzia: Fabryczny, Rawicki |

| 15 października 202318:00 | Włochy | 18:31(8:13) | Słowenia | Palazzetto dello Sport Santa Filomena, Chieti Widzów: 500 Sędzia: Pagh, Thygesen |
| 15 października 202318:00 |        | 18:31(8:13) |          | Palazzetto dello Sport Santa Filomena, Chieti Widzów: 500 Sędzia: Pagh, Thygesen |

| 29 lutego 202417:00 | Słowenia | 20:35(11:13) | Francja | Rdeča dvorana, Velenje Widzów: 1 750 Sędzia: Praštalo, Balvan |
| 29 lutego 202417:00 |          | 20:35(11:13) |         | Rdeča dvorana, Velenje Widzów: 1 750 Sędzia: Praštalo, Balvan |

| 29 lutego 202418:10 | Łotwa | 14:32(5:19) | Włochy | Dobeles sporta centrā, Dobele Widzów: 255 Sędzia: Kinnari, Skogberg |
| 29 lutego 202418:10 |       | 14:32(5:19) |        | Dobeles sporta centrā, Dobele Widzów: 255 Sędzia: Kinnari, Skogberg |

| 3 marca 202417:00 | Francja | 41:22(19:9) | Słowenia | Palais des sports d'Orléans, Orlean Widzów: 8 100 Sędzia: Vranes, Wenninger |
| 3 marca 202417:00 |         | 41:22(19:9) |          | Palais des sports d'Orléans, Orlean Widzów: 8 100 Sędzia: Vranes, Wenninger |

| 3 marca 202418:30 | Włochy | 43:8(21:3) | Łotwa | Palazzetto dello Sport Santa Filomena, Chieti Widzów: 650 Sędzia: Charalambous, Efstathiou |
| 3 marca 202418:30 |        | 43:8(21:3) |       | Palazzetto dello Sport Santa Filomena, Chieti Widzów: 650 Sędzia: Charalambous, Efstathiou |

| 3 kwietnia 202418:00 | Włochy | 13:36(7:19) | Francja | Palazzetto dello Sport Santa Filomena, Chieti Widzów: 250 Sędzia: Jakovljević, Kovačević |
| 3 kwietnia 202418:00 |        | 13:36(7:19) |         | Palazzetto dello Sport Santa Filomena, Chieti Widzów: 250 Sędzia: Jakovljević, Kovačević |

| 4 kwietnia 202418:10 | Łotwa | 16:34(5:18) | Słowenia | Dobeles sporta centrā, Dobele Widzów: 220 Sędzia: Fält, Holm |
| 4 kwietnia 202418:10 |       | 16:34(5:18) |          | Dobeles sporta centrā, Dobele Widzów: 220 Sędzia: Fält, Holm |

| 7 kwietnia 202418:00 | Francja | 53:9(24:7) | Łotwa | Arena Saint-Étienne Métropole, Saint-Chamond Sędzia: Murariu, Paraschiv |
| 7 kwietnia 202418:00 |         | 53:9(24:7) |       | Arena Saint-Étienne Métropole, Saint-Chamond Sędzia: Murariu, Paraschiv |

| 7 kwietnia 202418:00 | Słowenia | 35:21(22:11) | Włochy | Športna dvorana Kodeljevo, Lublana Sędzia: Pirvu, Potîrniche |
| 7 kwietnia 202418:00 |          | 35:21(22:11) |        | Športna dvorana Kodeljevo, Lublana Sędzia: Pirvu, Potîrniche |

### Grupa 5
| 11 października 202318:00 | Macedonia Północna | 40:17(23:10) | Azerbejdżan | Centrum sportowe „Jane Sandanski”, Skopje Widzów: 1 000 Sędzia: Picard, Vauchez |
| 11 października 202318:00 |                    | 40:17(23:10) |             | Centrum sportowe „Jane Sandanski”, Skopje Widzów: 1 000 Sędzia: Picard, Vauchez |

| 11 października 202320:30 | Hiszpania | 47:14(27:5) | Litwa | Palau d'Esports l'Illa de Benidorm, Benidorm Widzów: 2 020 Sędzia: Fahner, Kubis |
| 11 października 202320:30 |           | 47:14(27:5) |       | Palau d'Esports l'Illa de Benidorm, Benidorm Widzów: 2 020 Sędzia: Fahner, Kubis |

| 14 października 202315:00 | Azerbejdżan | 18:38(12:20) | Hiszpania | Pałac Sportu, Baku Widzów: 436 Sędzia: Hatipoğlu, Şimşek |
| 14 października 202315:00 |             | 18:38(12:20) |           | Pałac Sportu, Baku Widzów: 436 Sędzia: Hatipoğlu, Şimşek |

| 15 października 202315:00 | Litwa | 28:31(15:17) | Macedonia Północna | Avia Solutions Group Arena, Wilno Widzów: 568 Sędzia: Lovin, Stancu |
| 15 października 202315:00 |       | 28:31(15:17) |                    | Avia Solutions Group Arena, Wilno Widzów: 568 Sędzia: Lovin, Stancu |

| 28 lutego 202414:00 | Azerbejdżan | 35:33(18:18) | Litwa | Pałac Sportu, Baku Widzów: 350 Sędzia: Sirbu, Serdiuc |
| 28 lutego 202414:00 |             | 35:33(18:18) |       | Pałac Sportu, Baku Widzów: 350 Sędzia: Sirbu, Serdiuc |

| 29 lutego 202418:00 | Macedonia Północna | 19:31(11:17) | Hiszpania | Centrum sportowe „Boris Trajkowski”, Skopje Widzów: 800 Sędzia: Ivanović, Vujisić |
| 29 lutego 202418:00 |                    | 19:31(11:17) |           | Centrum sportowe „Boris Trajkowski”, Skopje Widzów: 800 Sędzia: Ivanović, Vujisić |

| 3 marca 202415:00 | Litwa | 41:26(18:12) | Azerbejdżan | Avia Solutions Group Arena, Wilno Widzów: 957 Sędzia: Marton, Dáné |
| 3 marca 202415:00 |       | 41:26(18:12) |             | Avia Solutions Group Arena, Wilno Widzów: 957 Sędzia: Marton, Dáné |

| 3 marca 202418:00 | Hiszpania | 24:20(10:9) | Macedonia Północna | Pabellon municipal, Tías Widzów: 1 510 Sędzia: Watson, Welin |
| 3 marca 202418:00 |           | 24:20(10:9) |                    | Pabellon municipal, Tías Widzów: 1 510 Sędzia: Watson, Welin |

| 3 kwietnia 202415:00 | Azerbejdżan | 22:37(12:19) | Macedonia Północna | Pałac Sportu, Baku Widzów: 350 Sędzia: Rawicki, Fabryczny |
| 3 kwietnia 202415:00 |             | 22:37(12:19) |                    | Pałac Sportu, Baku Widzów: 350 Sędzia: Rawicki, Fabryczny |

| 3 kwietnia 202418:00 | Litwa | 20:34(9:17) | Hiszpania | Avia Solutions Group Arena, Wilno Widzów: 485 Sędzia: Loshak, Novikov |
| 3 kwietnia 202418:00 |       | 20:34(9:17) |           | Avia Solutions Group Arena, Wilno Widzów: 485 Sędzia: Loshak, Novikov |

| 7 kwietnia 202418:00 | Hiszpania | 42:16(20:8) | Azerbejdżan | Pavillón Municipal de Deportes, O Porriño Sędzia: Schaad, Müller |
| 7 kwietnia 202418:00 |           | 42:16(20:8) |             | Pavillón Municipal de Deportes, O Porriño Sędzia: Schaad, Müller |

| 7 kwietnia 202418:00 | Macedonia Północna | 34:24(18:12) | Litwa | Centrum sportowe „Boris Trajkowski”, Skopje Sędzia: Charitsos, Naskos |
| 7 kwietnia 202418:00 |                    | 34:24(18:12) |       | Centrum sportowe „Boris Trajkowski”, Skopje Sędzia: Charitsos, Naskos |

### Grupa 6
| 11 października 202318:00 | Czarnogóra | 39:23(16:14) | Turcja | Bemax Arena, Podgorica Widzów: 1 500 Sędzia: Cipov, Klus |
| 11 października 202318:00 |            | 39:23(16:14) |        | Bemax Arena, Podgorica Widzów: 1 500 Sędzia: Cipov, Klus |

| 11 października 202318:00 | Serbia | 40:16(23:8) | Bułgaria | Kristalna dvorana, Zrenjanin Widzów: 2 200 Sędzia: Charalambous, Efstathiou |
| 11 października 202318:00 |        | 40:16(23:8) |          | Kristalna dvorana, Zrenjanin Widzów: 2 200 Sędzia: Charalambous, Efstathiou |

| 15 października 202316:00 | Bułgaria | 20:34(11:13) | Czarnogóra | Arena Szumen, Szumen Widzów: 1 000 Sędzia: Ilievski, Ilievski |
| 15 października 202316:00 |          | 20:34(11:13) |            | Arena Szumen, Szumen Widzów: 1 000 Sędzia: Ilievski, Ilievski |

| 15 października 202316:30 | Turcja | 29:29(18:16) | Serbia | THF Spor Salonu, Ankara Widzów: 1 060 Sędzia: Altmár, Márton |
| 15 października 202316:30 |        | 29:29(18:16) |        | THF Spor Salonu, Ankara Widzów: 1 060 Sędzia: Altmár, Márton |

| 28 lutego 202417:00 | Bułgaria | 24:30(12:13) | Turcja | Arena Szumen, Szumen Widzów: 1 650 Sędzia: Xhema, Jahja |
| 28 lutego 202417:00 |          | 24:30(12:13) |        | Arena Szumen, Szumen Widzów: 1 650 Sędzia: Xhema, Jahja |

| 29 lutego 202418:00 | Serbia | 30:31(12:16) | Czarnogóra | Kristalna dvorana, Zrenjanin Widzów: 2 520 Sędzia: Pirvu, Potîrniche |
| 29 lutego 202418:00 |        | 30:31(12:16) |            | Kristalna dvorana, Zrenjanin Widzów: 2 520 Sędzia: Pirvu, Potîrniche |

| 3 marca 202415:00 | Turcja | 38:13(19:7) | Bułgaria | Prof. Dr. Yaşar Sevim Hentbol Salonu, Ankara Widzów: 1 922 Sędzia: Charitsos, Naskos |
| 3 marca 202415:00 |        | 38:13(19:7) |          | Prof. Dr. Yaşar Sevim Hentbol Salonu, Ankara Widzów: 1 922 Sędzia: Charitsos, Naskos |

| 3 marca 202418:00 | Czarnogóra | 26:25(14:14) | Serbia | Bemax Arena, Podgorica Widzów: 2 245 Sędzia: Lončar, Lončar |
| 3 marca 202418:00 |            | 26:25(14:14) |        | Bemax Arena, Podgorica Widzów: 2 245 Sędzia: Lončar, Lončar |

| 3 kwietnia 202415:00 | Turcja | 28:30(15:14) | Czarnogóra | Spor Salonu, Rize Widzów: 2 650 Sędzia: Yovchev, Yonchev |
| 3 kwietnia 202415:00 |        | 28:30(15:14) |            | Spor Salonu, Rize Widzów: 2 650 Sędzia: Yovchev, Yonchev |

| 3 kwietnia 202416:00 | Bułgaria | 17:35(6:19) | Serbia | Arena Szumen, Szumen Widzów: 562 Sędzia: Hofer, Schmidhuber |
| 3 kwietnia 202416:00 |          | 17:35(6:19) |        | Arena Szumen, Szumen Widzów: 562 Sędzia: Hofer, Schmidhuber |

| 7 kwietnia 202418:00 | Czarnogóra | 35:17(17:11) | Bułgaria | Bemax Arena, Podgorica Sędzia: Bošnjak, Marić |
| 7 kwietnia 202418:00 |            | 35:17(17:11) |          | Bemax Arena, Podgorica Sędzia: Bošnjak, Marić |

| 7 kwietnia 202418:00 | Serbia | 30:22(14:10) | Turcja | Kristalna dvorana, Zrenjanin Sędzia: I. Covalciuc, A. Covalciuc |
| 7 kwietnia 202418:00 |        | 30:22(14:10) |        | Kristalna dvorana, Zrenjanin Sędzia: I. Covalciuc, A. Covalciuc |

### Grupa 7
| 11 października 202321:30 | Islandia | 32:14(19:7) | Luksemburg | Íþróttamiðstöð Haukar, Hafnarfjörður Widzów: 1 147 Sędzia: Álvarez, Soria |
| 11 października 202321:30 |          | 32:14(19:7) |            | Íþróttamiðstöð Haukar, Hafnarfjörður Widzów: 1 147 Sędzia: Álvarez, Soria |

| 12 października 202318:30 | Szwecja | 37:20(19:13) | Wyspy Owcze | IFU Arena, Uppsala Widzów: 2 307 Sędzia: Härgin, Makejev |
| 12 października 202318:30 |         | 37:20(19:13) |             | IFU Arena, Uppsala Widzów: 2 307 Sędzia: Härgin, Makejev |

| 15 października 202316:00 | Luksemburg | 17:39(7:15) | Szwecja | Centre National Sportif et Culturel, Luksemburg Widzów: 750 Sędzia: Pukšič, Satler |
| 15 października 202316:00 |            | 17:39(7:15) |         | Centre National Sportif et Culturel, Luksemburg Widzów: 750 Sędzia: Pukšič, Satler |

| 15 października 202316:00 | Wyspy Owcze | 23:28(12:11) | Islandia | Høllin á Hálsi, Thorshavn Widzów: 1 000 Sędzia: Eskil, Sundet |
| 15 października 202316:00 |             | 23:28(12:11) |          | Høllin á Hálsi, Thorshavn Widzów: 1 000 Sędzia: Eskil, Sundet |

| 28 lutego 202418:45 | Luksemburg | 16:34(9:16) | Wyspy Owcze | Centre National Sportif et Culturel, Luksemburg Widzów: 546 Sędzia: Fahner, Kubis |
| 28 lutego 202418:45 |            | 16:34(9:16) |             | Centre National Sportif et Culturel, Luksemburg Widzów: 546 Sędzia: Fahner, Kubis |

| 28 lutego 202420:30 | Islandia | 24:37(12:17) | Szwecja | Íþróttamiðstöð Haukar, Hafnarfjörður Widzów: 1 200 Sędzia: Duplii, Pobedrina |
| 28 lutego 202420:30 |          | 24:37(12:17) |         | Íþróttamiðstöð Haukar, Hafnarfjörður Widzów: 1 200 Sędzia: Duplii, Pobedrina |

| 2 marca 202414:00 | Szwecja | 37:23(18:11) | Islandia | Brinova Arena Karlskrona, Karlskrona Widzów: 2 753 Sędzia: Hansen, Jensen |
| 2 marca 202414:00 |         | 37:23(18:11) |          | Brinova Arena Karlskrona, Karlskrona Widzów: 2 753 Sędzia: Hansen, Jensen |

| 3 marca 202418:00 | Wyspy Owcze | 39:21(17:9) | Luksemburg | Høllin á Hálsi, Thorshavn Widzów: 800 Sędzia: Radčenko, Pērsis |
| 3 marca 202418:00 |             | 39:21(17:9) |            | Høllin á Hálsi, Thorshavn Widzów: 800 Sędzia: Radčenko, Pērsis |

| 3 kwietnia 202418:45 | Luksemburg | 15:31(5:15) | Islandia | Centre National Sportif et Culturel, Luksemburg Widzów: 639 Sędzia: Peretz, Schwartz |
| 3 kwietnia 202418:45 |            | 15:31(5:15) |          | Centre National Sportif et Culturel, Luksemburg Widzów: 639 Sędzia: Peretz, Schwartz |

| 3 kwietnia 202420:00 | Wyspy Owcze | 27:31(11:14) | Szwecja | Høllin á Hálsi, Thorshavn Widzów: 1 347 Sędzia: Schols, Martens |
| 3 kwietnia 202420:00 |             | 27:31(11:14) |         | Høllin á Hálsi, Thorshavn Widzów: 1 347 Sędzia: Schols, Martens |

| 7 kwietnia 202418:00 | Szwecja | 47:18(24:7) | Luksemburg | Thoren Arena, Umeå Widzów: 1 704 Sędzia: Riello, Panetta |
| 7 kwietnia 202418:00 |         | 47:18(24:7) |            | Thoren Arena, Umeå Widzów: 1 704 Sędzia: Riello, Panetta |

| 7 kwietnia 202418:00 | Islandia | 24:20(12:8) | Wyspy Owcze | Íþróttamiðstöð Haukar, Hafnarfjörður Widzów: 1 230 Sędzia: Weijmans, Wolbertus |
| 7 kwietnia 202418:00 |          | 24:20(12:8) |             | Íþróttamiðstöð Haukar, Hafnarfjörður Widzów: 1 230 Sędzia: Weijmans, Wolbertus |

### Grupa 8
| 12 października 202321:00 | Dania | 44:17(21:7) | Kosowo | Forum Horsens, Horsens Widzów: 2 711 Sędzia: Klompers, Stobbe |
| 12 października 202321:00 |       | 44:17(21:7) |        | Forum Horsens, Horsens Widzów: 2 711 Sędzia: Klompers, Stobbe |

| 14 października 202320:15 | Kosowo | 19:40(11:21) | Dania | Pałac Młodzieży i Sportu, Prisztina Widzów: 1 200 Sędzia: Yovchev, Yonchev |
| 14 października 202320:15 |        | 19:40(11:21) |       | Pałac Młodzieży i Sportu, Prisztina Widzów: 1 200 Sędzia: Yovchev, Yonchev |

| 28 lutego 202419:00 | Polska | 22:26(9:11) | Dania | Hala widowiskowo-sportowa RCS, Lubin Widzów: 3 700 Sędzia: Sekulić, Jovandić |
| 28 lutego 202419:00 |        | 22:26(9:11) |       | Hala widowiskowo-sportowa RCS, Lubin Widzów: 3 700 Sędzia: Sekulić, Jovandić |

| 2 marca 202416:00 | Dania | 39:31(22:13) | Polska | Ballerup Super Arena, Ballerup Widzów: 4 721 Sędzia: Rauchs, Linster |
| 2 marca 202416:00 |       | 39:31(22:13) |        | Ballerup Super Arena, Ballerup Widzów: 4 721 Sędzia: Rauchs, Linster |

| 4 kwietnia 202417:45 | Kosowo | 27:34(17:17) | Polska | Pałac Młodzieży i Sportu, Prisztina Widzów: 1 250 Sędzia: Mikelić, Parađina |
| 4 kwietnia 202417:45 |        | 27:34(17:17) |        | Pałac Młodzieży i Sportu, Prisztina Widzów: 1 250 Sędzia: Mikelić, Parađina |

| 7 kwietnia 202418:00 | Polska | 28:17(15:9) | Kosowo | Centrum Rekreacyjno-Sportowe, Zielona Góra Sędzia: Watson, Welin |
| 7 kwietnia 202418:00 |        | 28:17(15:9) |        | Centrum Rekreacyjno-Sportowe, Zielona Góra Sędzia: Watson, Welin |

### Ranking drużyn z trzecich miejsc
Wyniki przeciwko drużynie, która zajęła czwarte miejsce, są pomijane.